# Freden i Vordingborg (1435)
Den anden Fred i Vordingborg blev indgået den 15.-17. juli 1435 på Vordingborg slot mellem den danske konge Erik af Pommern, og Adolf 8. af Holsten. Her sikrede Adolf sig Hertugdømmet Slesvig, mens de vendiske og saksiske hansebyer under Lübecks ledelse fik afsluttet de krigeriske sammenstød med Danmark, der havde stået på siden 1425. Ved freden fik hansestæderne bekræftet deres privilegier, specielt for handlen på Bergen i Norge. Hamburgs borgmester, Hein Hoyer, forhandlede på byernes vegne.
Fredsslutningen førte i sidste ende (1438) til, at kong Erik blev afsat fra alle de tre riger i Kalmarunionen.